# 埃斯卡勒
埃斯卡勒（法語：Escales，法語發音：[ɛskal] ⓘ）是法国奥德省的一个市镇，属于纳博讷区。

## 地理
埃斯卡勒（43°13'25"N, 2°41'43"E）面积10.18 平方千米，位于法国奧克西塔尼大區奥德省，该省份为法国南部沿海省份，北起塔恩省，西北接上加龙省，西接阿列日省，南至东比利牛斯省，东临地中海，东北与埃罗省接壤。
与埃斯卡勒接壤的市镇（或旧市镇、城区）包括：卡斯泰尔诺多德、科尼亚克科尔比埃、莱济尼昂科比耶尔、蒙特布兰代科尔比埃、图鲁泽勒。

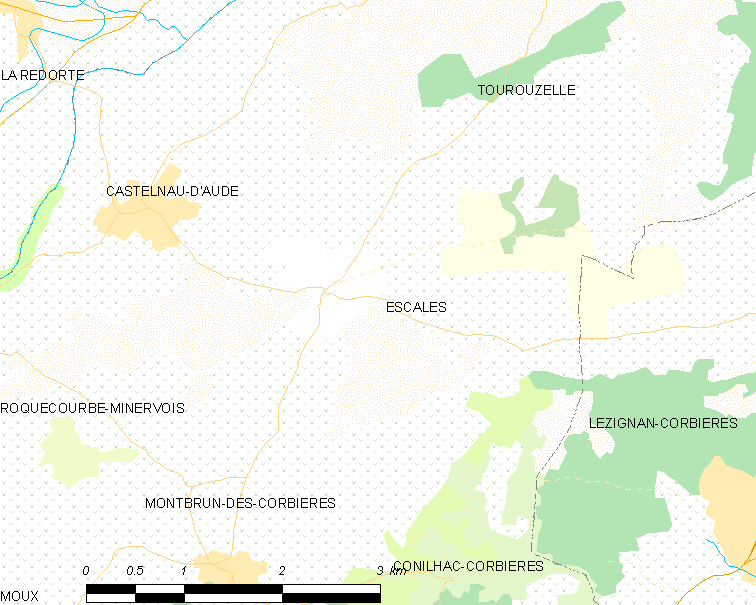
埃斯卡勒的OSM定位图

埃斯卡勒的时区为UTC+01:00、UTC+02:00（夏令时）。

## 行政
埃斯卡勒的邮政编码为11200，INSEE市镇编码为11126。

## 政治
埃斯卡勒所属的省级选区为勒莱济尼亚奈县。

## 人口

1962-2008年间埃斯卡勒人口变化图示

埃斯卡勒于2022年1月1日时的人口数量为497人。